# Leichtathletik-Weltmeisterschaften 2022/3000 m Hindernis der Frauen

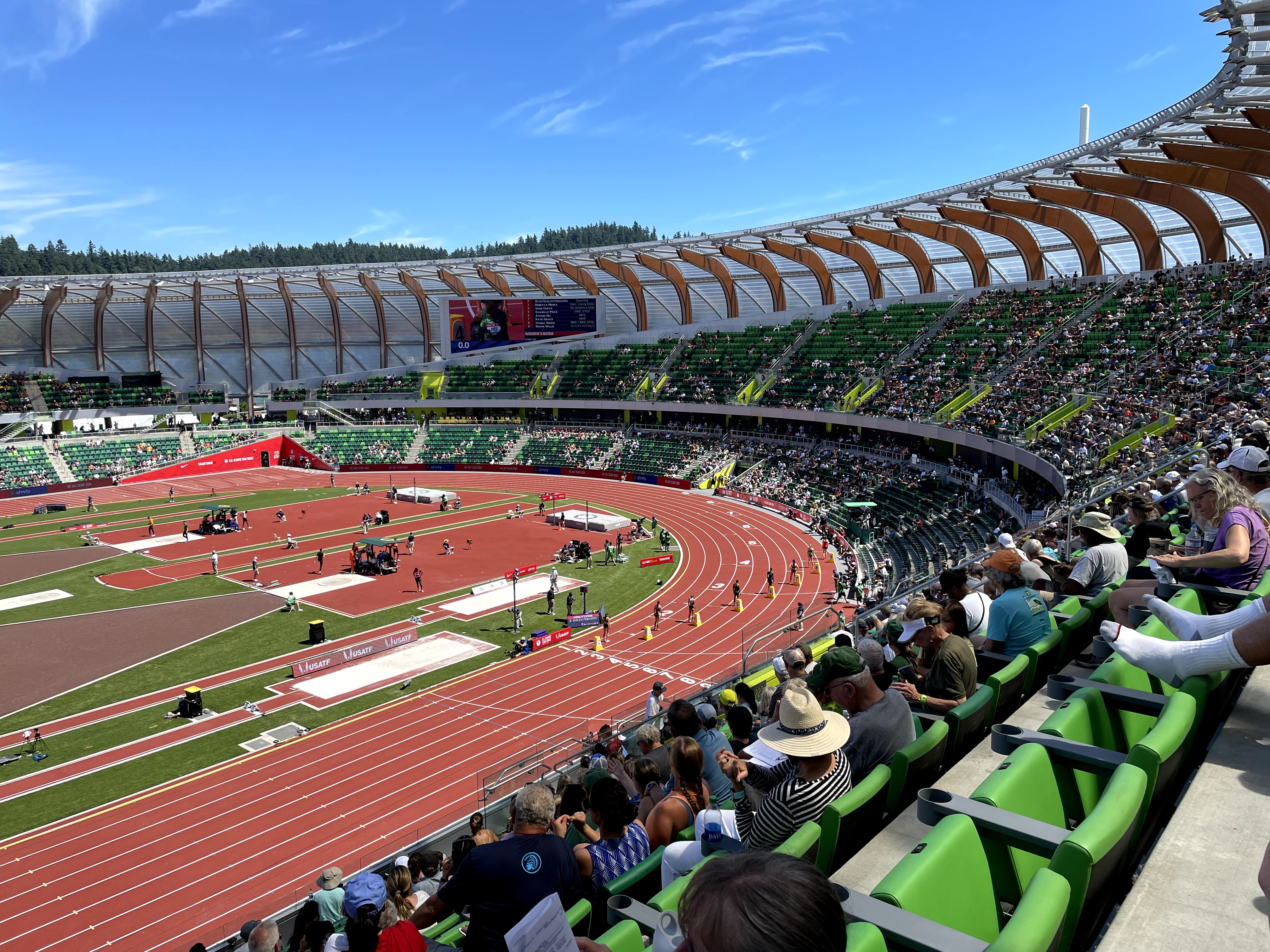
Das Stadion New Hayward Field im Jahr 2021

Der 3000-Meter-Hindernislauf der Frauen bei den Leichtathletik-Weltmeisterschaften 2022 wurde am 16. und 20. Juli 2022 im Hayward Field der Stadt Eugene in den Vereinigten Staaten ausgetragen.
Die äthiopischen Hindernisläuferinnen errangen in diesem Wettbewerb mit Silber und Bronze zwei Medaillen. Weltmeisterin wurde die aus Kenia stammende Kasachin Norah Jeruto. Sie gewann vor Werkuha Getachew. Bronze ging an Mekides Abebe.

## Rekorde

### Bestehende Rekorde
| Weltrekord | 8:44,32 min | Beatrice Chepkoech | Herculis-Meeting, Monaco | 20. Juli 2018      |
| WM-Rekord  | 8:57,84 min | Beatrice Chepkoech | WM Doha, Katar           | 30. September 2019 |

### Rekordverbesserungen
Der bestehende WM-Rekord wurde verbessert und darüber hinaus gab es sechs Landesrekorde.
- Meisterschaftsrekord:
  - 8:53,02 min – Norah Jeruto (Kasachstan), Finale am 20. Juli
- Landesrekorde:
  - 9:14,34 min – Alice Finot (Frankreich), zweiter Vorlauf am 16. Juli
  - 9:18,91 min – Aimee Pratt (Großbritannien), zweiter Vorlauf am 16. Juli
  - 8:53,02 min – Norah Jeruto (Kasachstan), Finale am 20. Juli
  - 8:54,61 min – Werkuha Getachew (Äthiopien), Finale am 20. Juli
  - 9:10,04 min – Luiza Gega (Albanien), Finale am 20. Juli
  - 9:15,64 min – Aimee Pratt (Großbritannien), Finale am 20. Juli

## Vorrunde
20. Juli 2022
Die Vorrunde wurde in drei Läufen durchgeführt. Die ersten drei Athletinnen pro Lauf – hellblau unterlegt – sowie die darüber hinaus sechs zeitschnellsten Läuferinnen – hellgrün unterlegt – qualifizierten sich für das Finale.

### Vorlauf 1
16. Juli 2022, 10:35 Uhr Ortszeit (19:35 Uhr MESZ)
| Platz | Name                    | Nation              | Zeit (min) |
| ----- | ----------------------- | ------------------- | ---------- |
| 1     | Norah Jeruto            | Kasachstan          | 09:01,54   |
| 2     | Werkuha Getachew        | Äthiopien           | 09:11,25   |
| 3     | Marwa Bouzayani         | Tunesien            | 09:12,14   |
| 4     | Emma Coburn             | USA                 | 09:15,19   |
| 5     | Elizabeth Bird          | Großbritannien      | 09:23,17   |
| 6     | Jackline Chepkoech      | Kenia               | 09:27,50   |
| 7     | Belén Casetta           | Argentinien         | 09:29,05   |
| 8     | Lea Meyer               | Deutschland         | 09:30,81   |
| 9     | Regan Yee               | Kanada              | 09:36,22   |
| 10    | Xu Shuangshuang         | Volksrepublik China | 09:39,17   |
| 11    | Brielle Erbacher        | Australien          | 09:40,55   |
| 12    | Simone Ferraz           | Brasilien           | 09:53,52   |
| 13    | U. K. Nilani Rathnayaka | Sri Lanka           | 09:54,10   |
| 14    | Yuno Yamanaka           | Japan               | 10:18,18   |

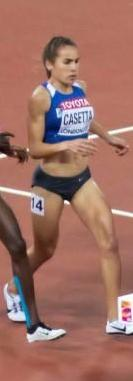
Belén Casetta – ausgeschieden als Siebte des ersten Vorlaufs

Weitere im ersten Vorlauf ausgeschiedene Hindersnisäuferinnen:

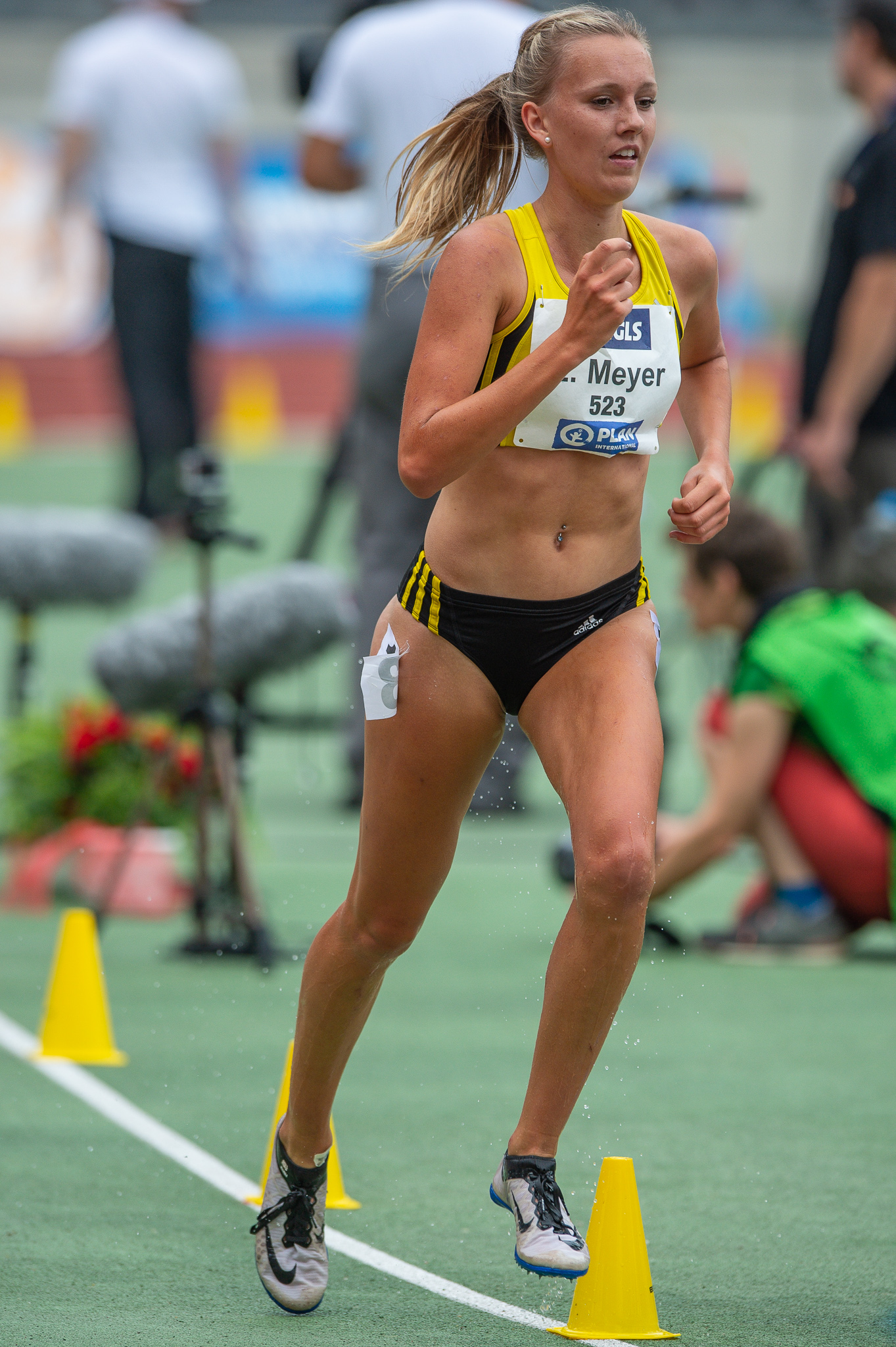
Lea Meyer – Rang acht
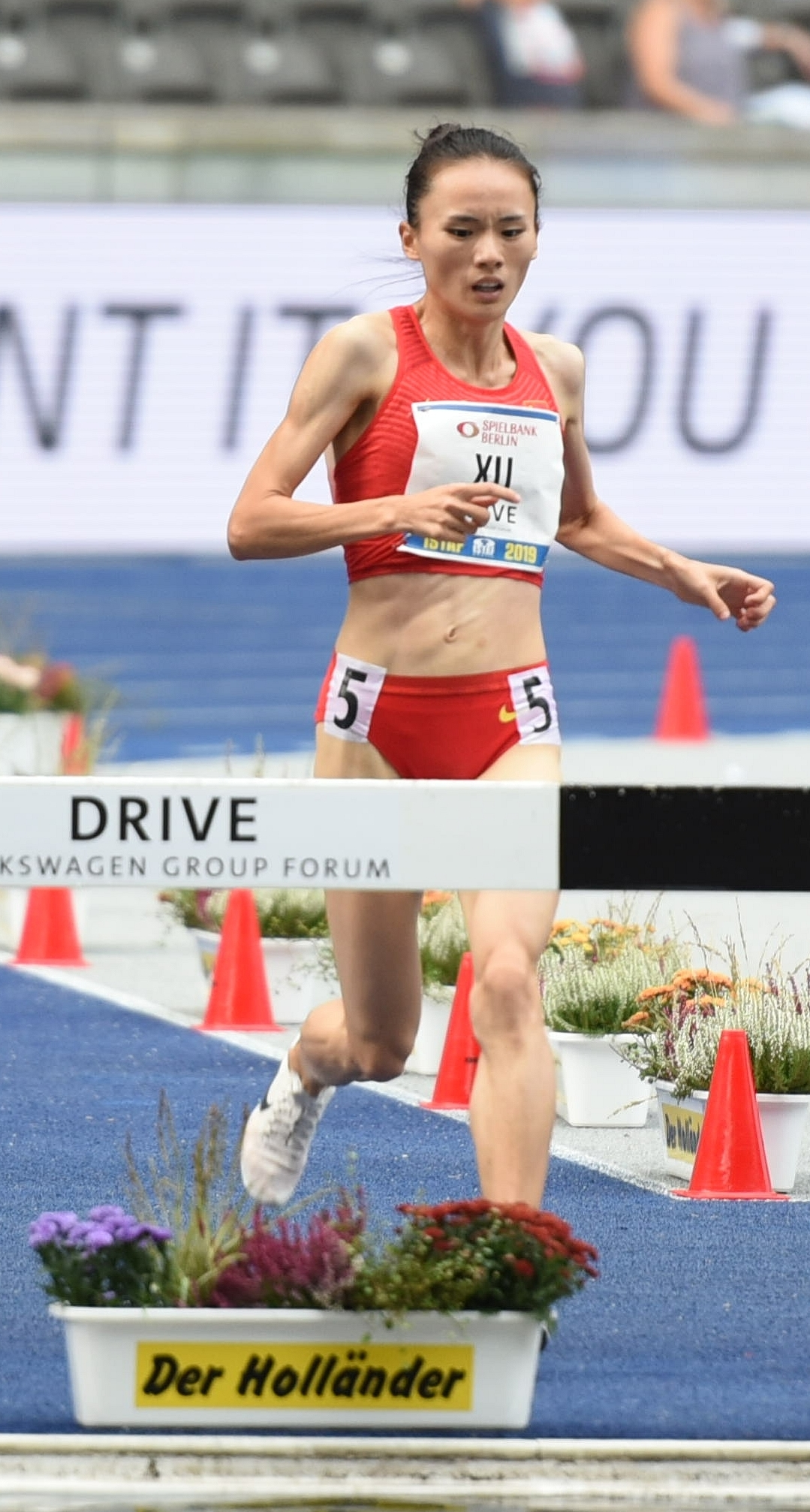
Xu Shuangshuang – Rang zehn
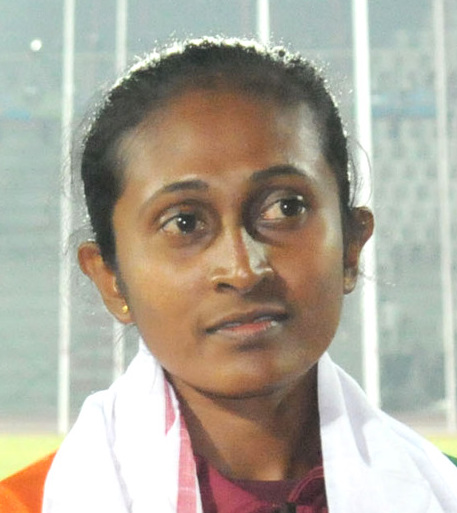
U. K. Nilani Rathnayaka – Rang dreizehn

### Vorlauf 2

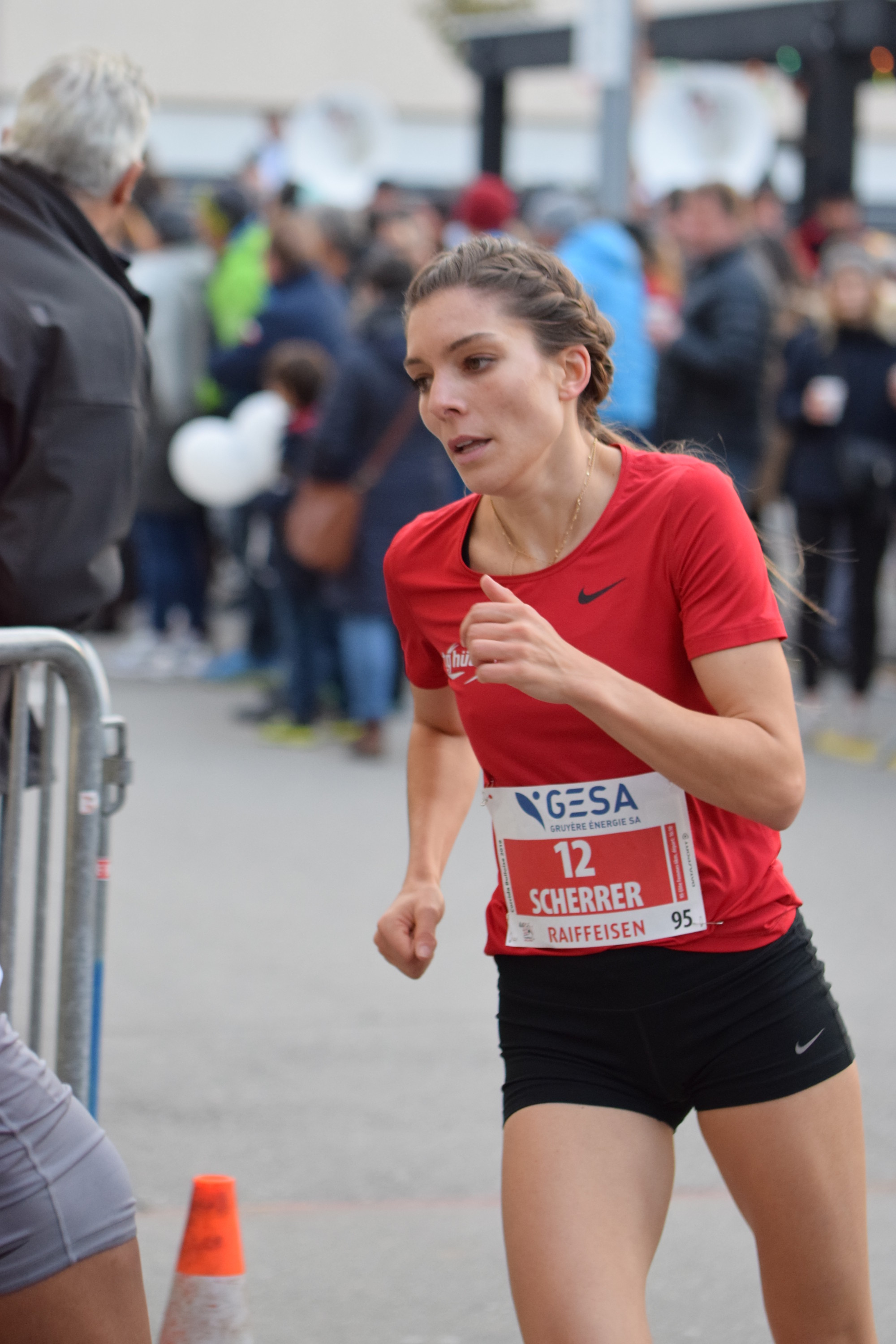
Chiara Scherrer – ausgeschieden als Neunte des zweiten Vorlaufs
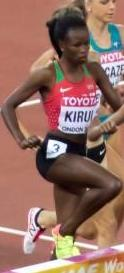
Purity Cherotich Kirui – ausgeschieden als Elfte des zweiten Vorlaufs
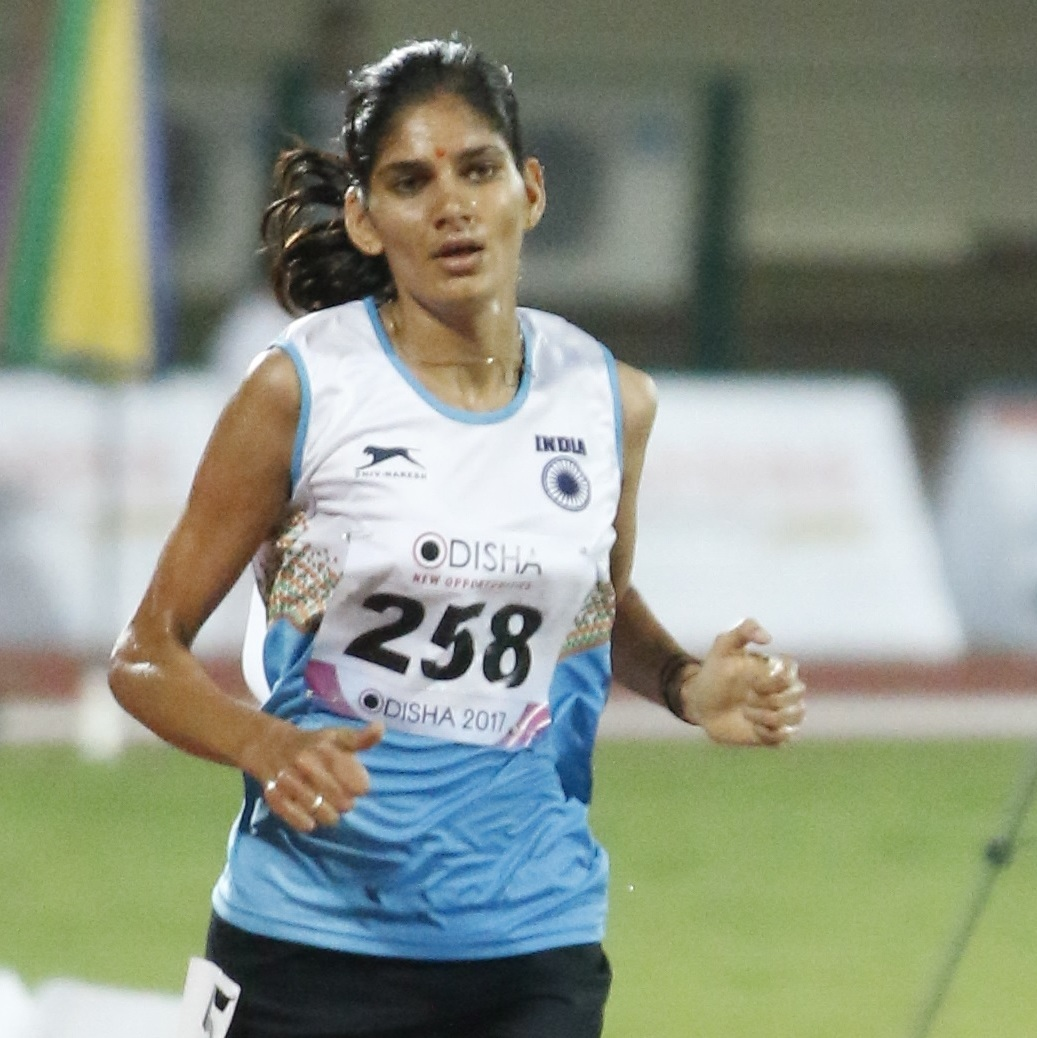
Parul Chaudhary – ausgeschieden als Zwölfte des zweiten Vorlaufs

16. Juli 2022, 10:50 Uhr Ortszeit (19:50 Uhr MESZ)
| Platz | Name                    | Nation         | Zeit (min)  |
| ----- | ----------------------- | -------------- | ----------- |
| 1     | Alice Finot             | Frankreich     | 09:14,34 NR |
| 2     | Mekides Abebe           | Äthiopien      | 09:14,83    |
| 3     | Luiza Gega              | Albanien       | 09:14,91    |
| 4     | Courtney Wayment        | USA            | 09:14,95    |
| 5     | Peruth Chemutai         | Uganda         | 09:16,66    |
| 6     | Aimee Pratt             | Großbritannien | 09:18,91 NR |
| 7     | Gesa Felicitas Krause   | Deutschland    | 09:21,02    |
| 8     | Amy Cashin              | Australien     | 09:21,46    |
| 9     | Chiara Scherrer         | Schweiz        | 09:22,15    |
| 10    | Irene Sánchez-Escribano | Spanien        | 09:23,94    |
| 11    | Purity Kirui            | Kenia          | 09:26,88    |
| 12    | Parul Chaudhary         | Indien         | 09:38,09    |
| 13    | Grace Fetherstonhaugh   | Kanada         | 09:49,85    |
| 14    | Carolina Lozano         | Argentinien    | 10:03,51    |

### Vorlauf 3
16. Juli 2022, 11:05 Uhr Ortszeit (20:05 Uhr MESZ)
| Platz | Name                        | Nation     | Zeit (min) |
| ----- | --------------------------- | ---------- | ---------- |
| 1     | Celliphine Chepteek Chespol | Kenia      | 9:16,78    |
| 2     | Maruša Mišmaš Zrimšek       | Slowenien  | 9:17,14    |
| 3     | Winfred Mutile Yavi         | Bahrain    | 9:17,32    |
| 4     | Courtney Frerichs           | USA        | 9:17,91    |
| 5     | Sembo Almayew               | Äthiopien  | 9:21,10    |
| 6     | Daisy Jepkemei              | Kasachstan | 9:23,07    |
| 7     | Natalija Strebkowa          | Ukraine    | 9:25,85    |
| 8     | Tatiane da Silva            | Brasilien  | 9:26,25    |
| 9     | Carolina Robles             | Spanien    | 9:28,24    |
| 10    | Ceili McCabe                | Kanada     | 9:32,73    |
| 11    | Cara Feain-Ryan             | Australien | 9:43,41    |
| 12    | Adva Cohen                  | Israel     | 9:44,74    |
| 13    | Kinga Królik                | Polen      | 9:44,74    |
| 14    | Reimi Yoshimura             | Japan      | 9:58,07    |

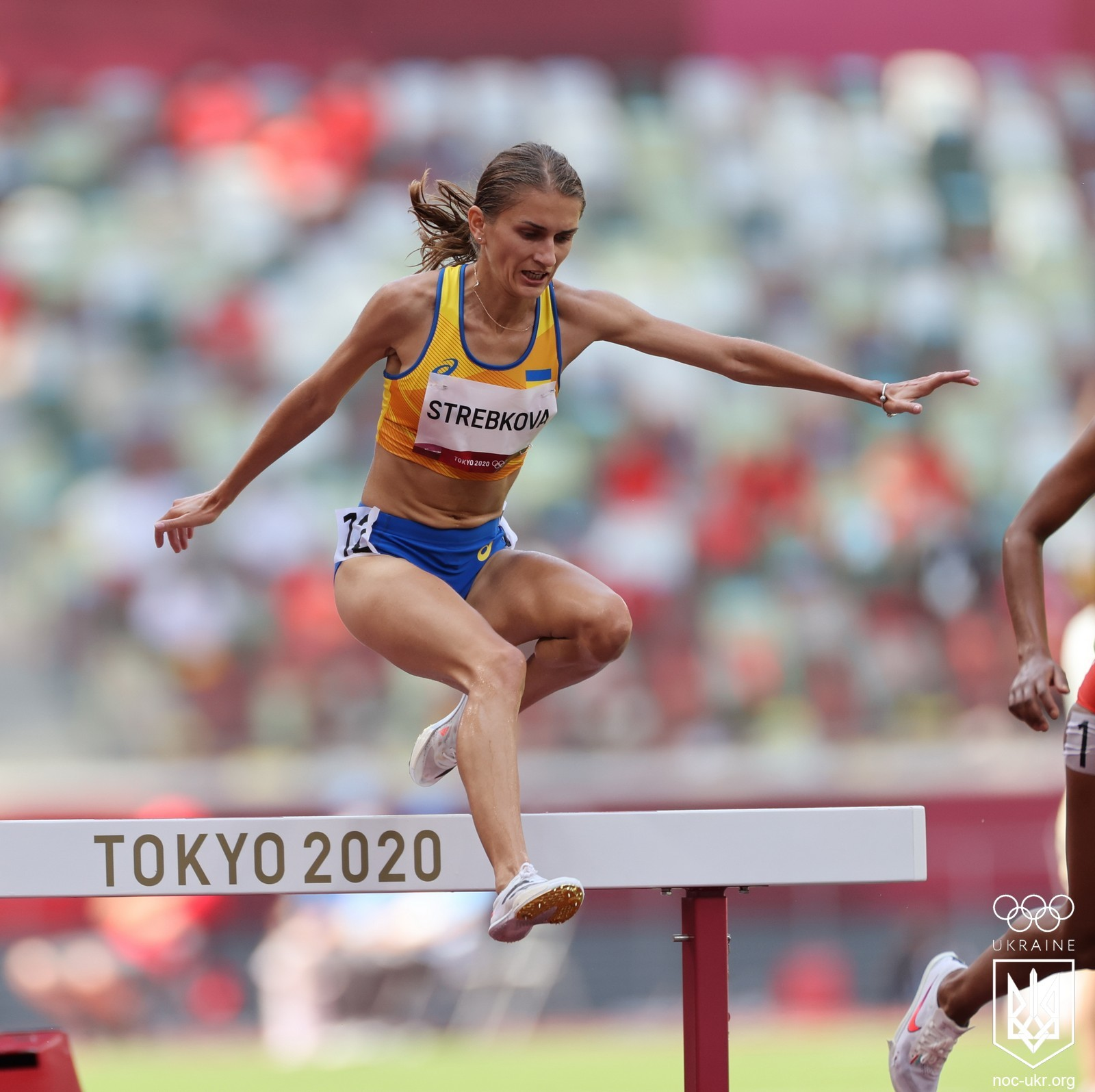
Natalija Strebkowa – ausgeschieden als Siebte des dritten Vorlaufs

Weitere im dritten Vorlauf ausgeschiedene Hindersnisäuferinnen:

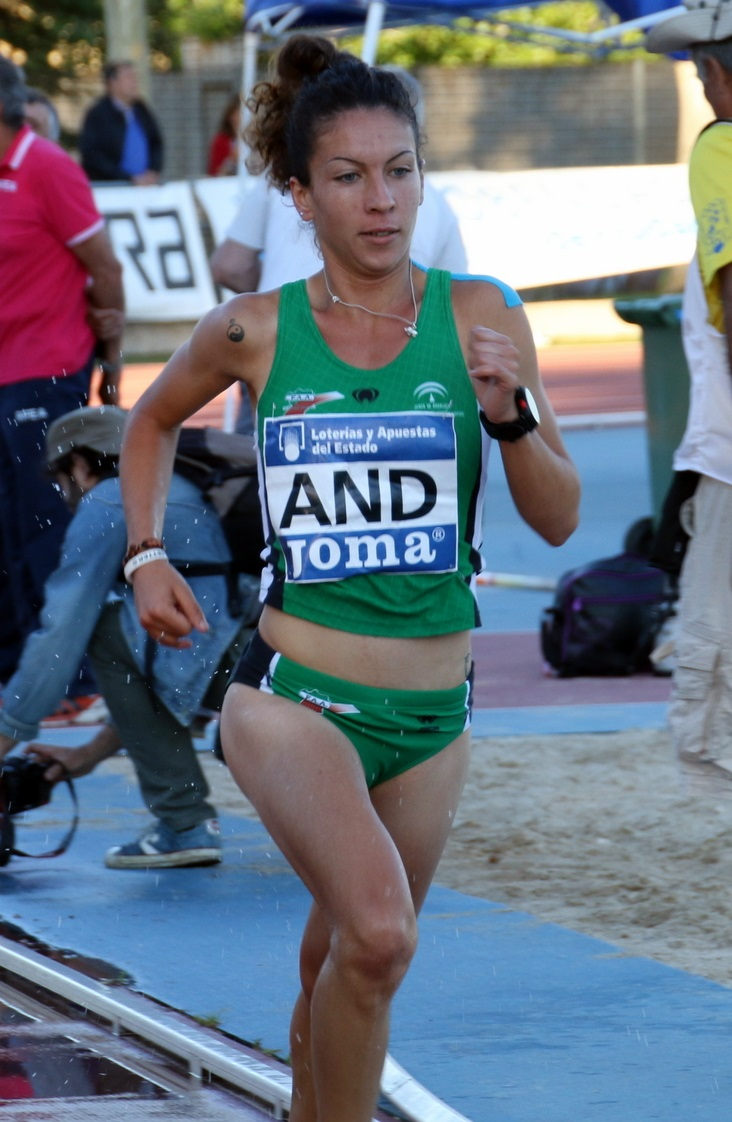
Carolina Robles – Rang neun
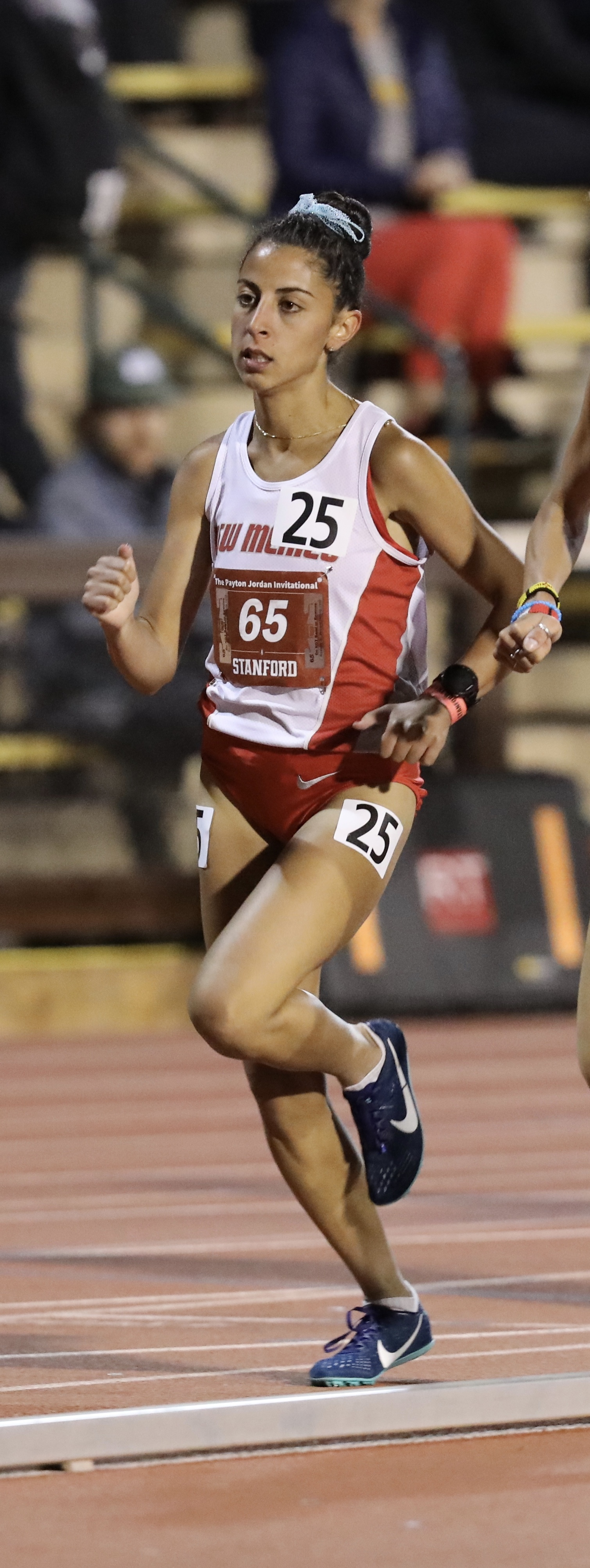
Adva Cohen – Rang zwölf
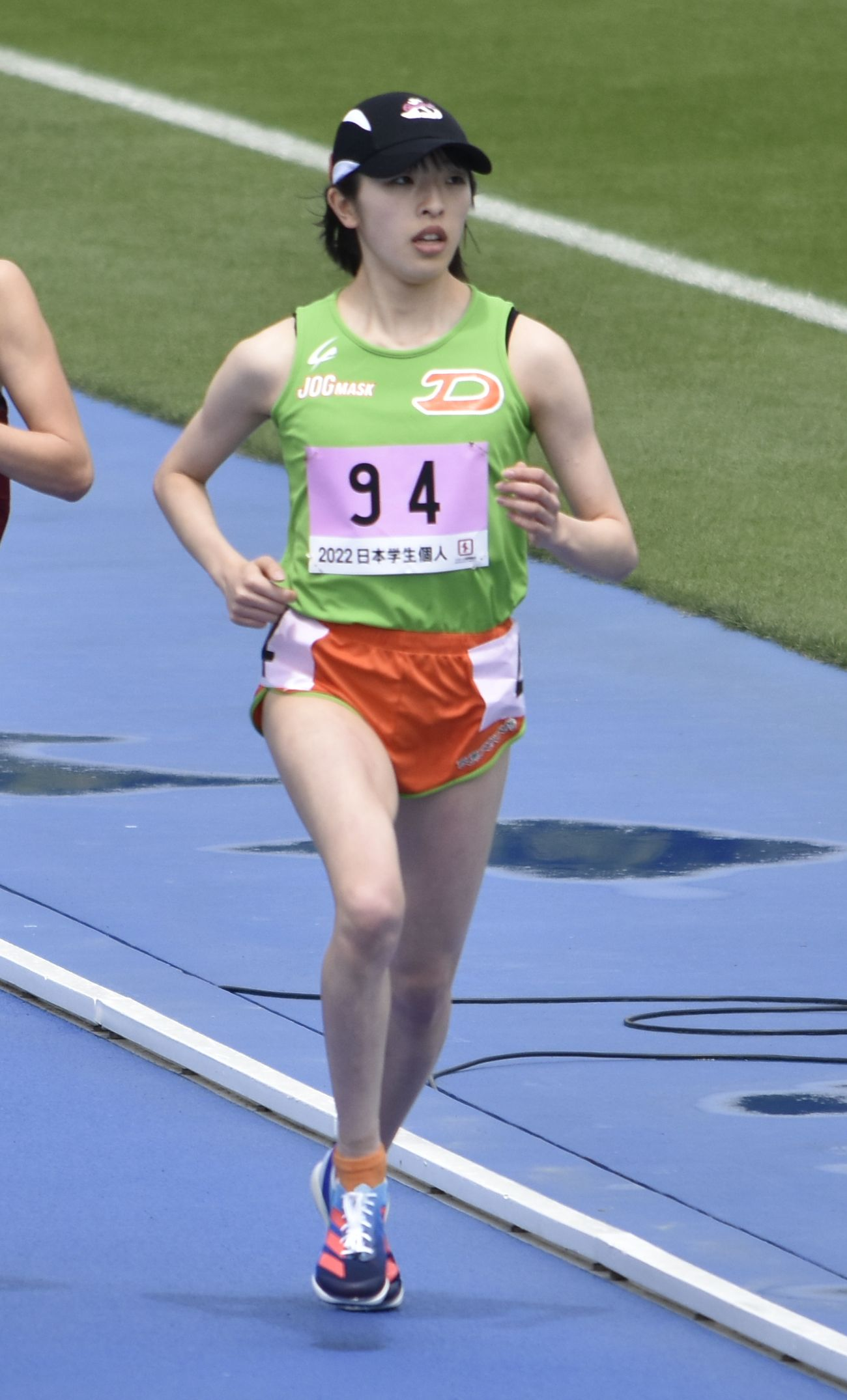
Reimi Yoshimura – Rang vierzehn

## Finale

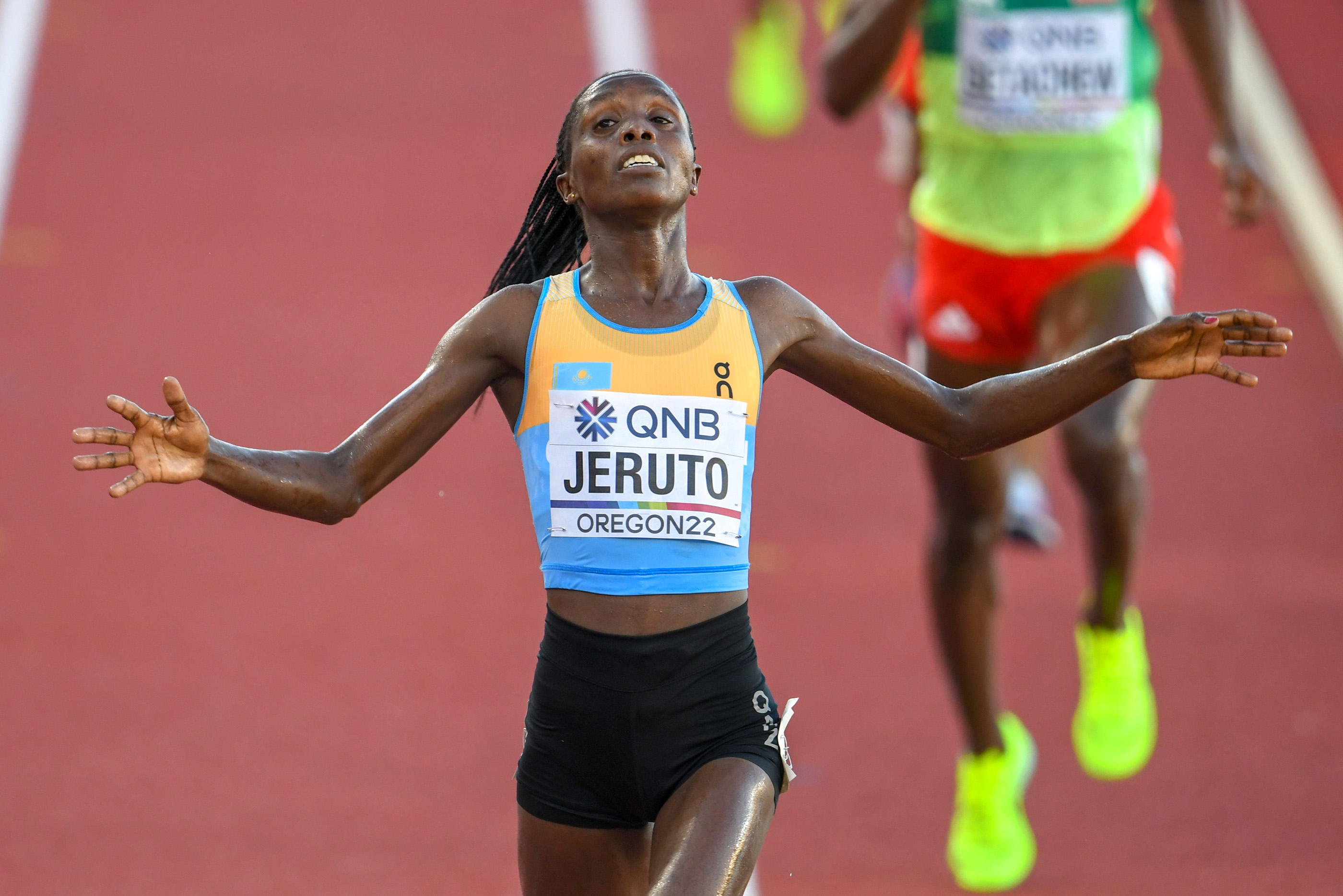
Norah Jeruto siegte mit neuem Meisterschafts-
und neuem kasachischen Landesrekord

20. Juli 2022, 19:45 Uhr Ortszeit (21. Juli 2022, 4:45 Uhr MESZ)
| Platz | Name                        | Nation         | Zeit (min)    |
| ----- | --------------------------- | -------------- | ------------- |
| 1     | Norah Jeruto                | Kasachstan     | 8:53,02 CR/NR |
| 2     | Werkuha Getachew            | Äthiopien      | 8:54,61 NR    |
| 3     | Mekides Abebe               | Äthiopien      | 8:56,08       |
| 4     | Winfred Mutile Yavi         | Bahrain        | 9:01,31       |
| 5     | Luiza Gega                  | Albanien       | 9:10,04 NR    |
| 6     | Courtney Frerichs           | USA            | 9:10,59       |
| 7     | Aimee Pratt                 | Großbritannien | 9:15,64 NR    |
| 8     | Emma Coburn                 | USA            | 9:16,49       |
| 9     | Marwa Bouzayani             | Tunesien       | 9:20,92       |
| 10    | Alice Finot                 | Frankreich     | 9:21,40       |
| 11    | Peruth Chemutai             | Uganda         | 9:21,93       |
| 12    | Courtney Wayment            | USA            | 9:22,37       |
| 13    | Celliphine Chepteek Chespol | Kenia          | 9:27,34       |
| 14    | Maruša Mišmaš Zrimšek       | Slowenien      | 9:40,78       |
| 15    | Gesa Felicitas Krause       | Deutschland    | 9:52,66       |

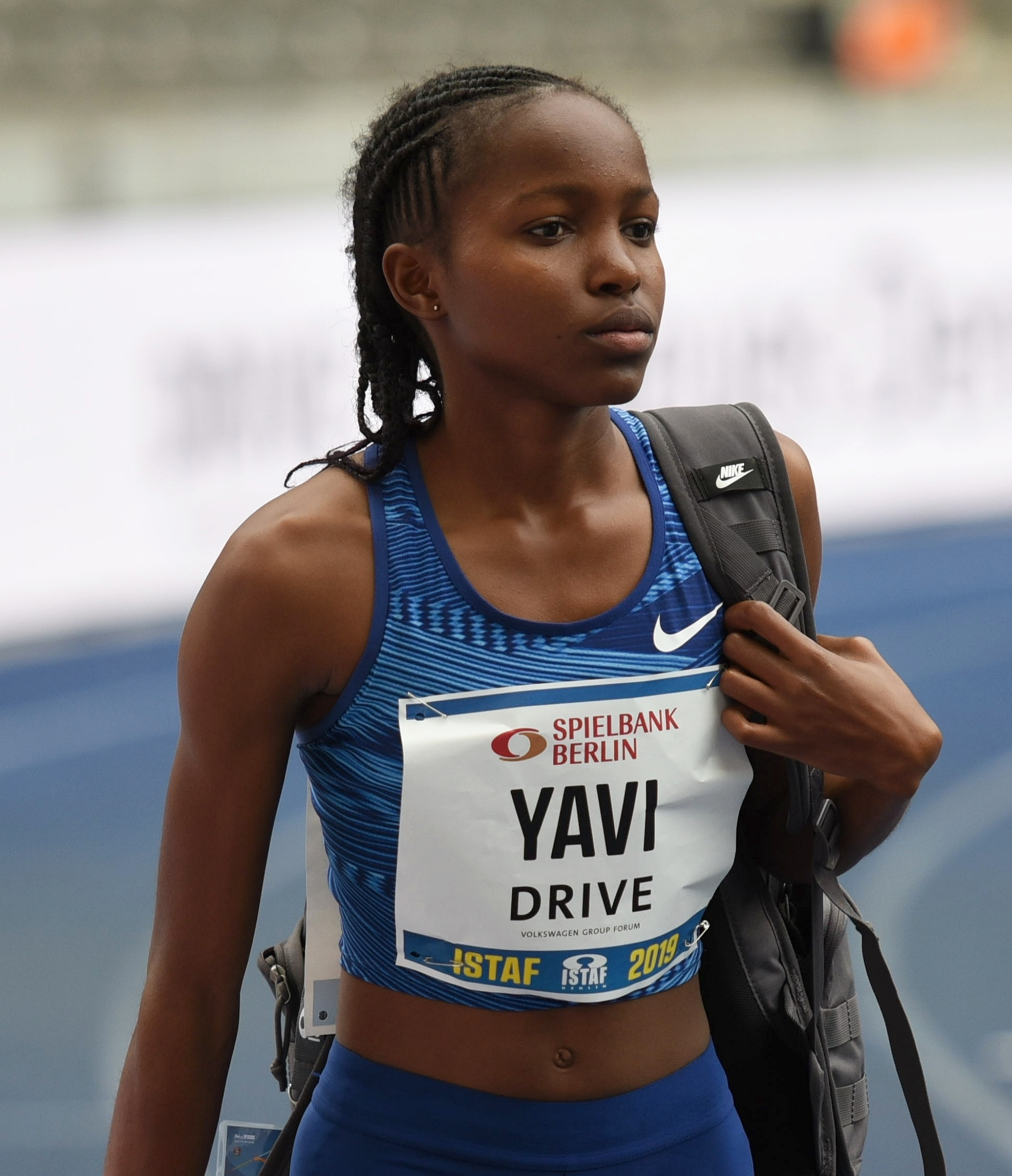
Die viertplatzierte Winfred Mutile Yavi
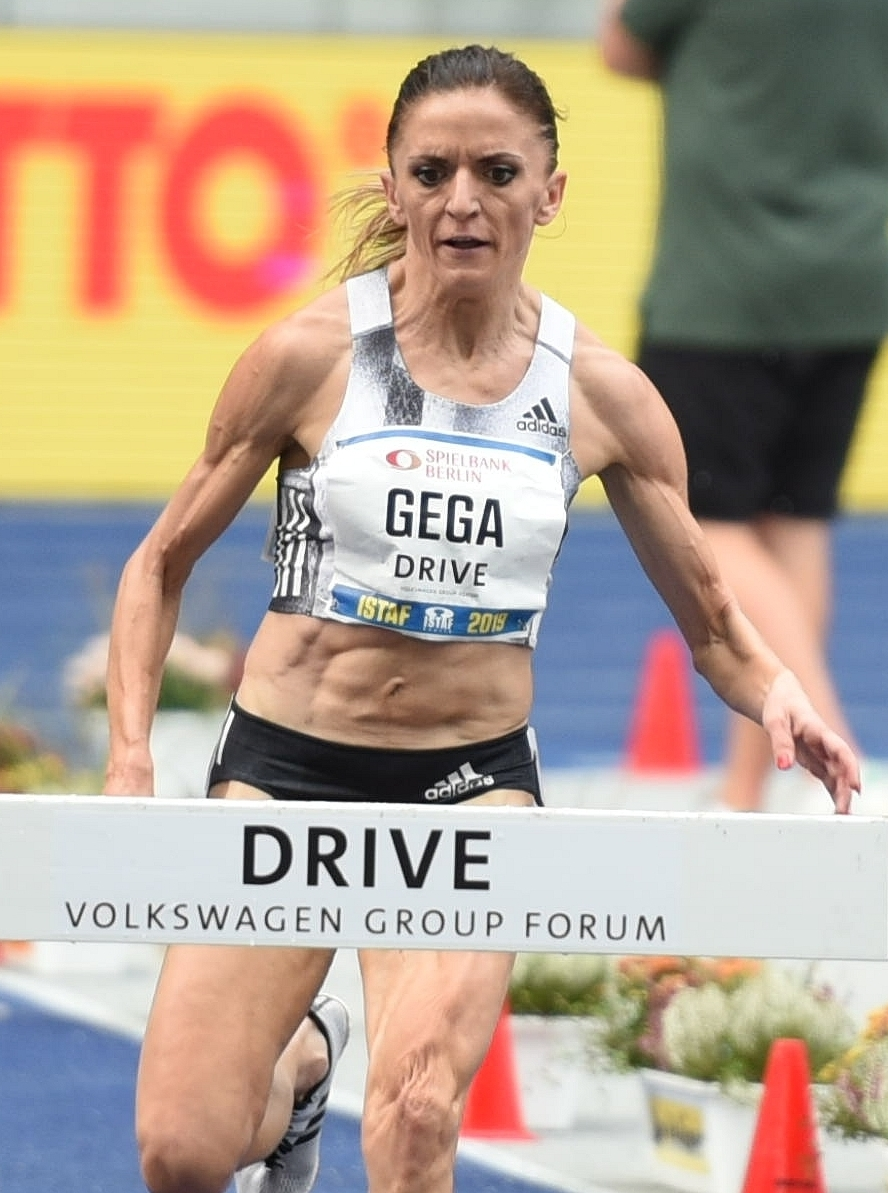
Luiza Gega kam auf den fünften Platz
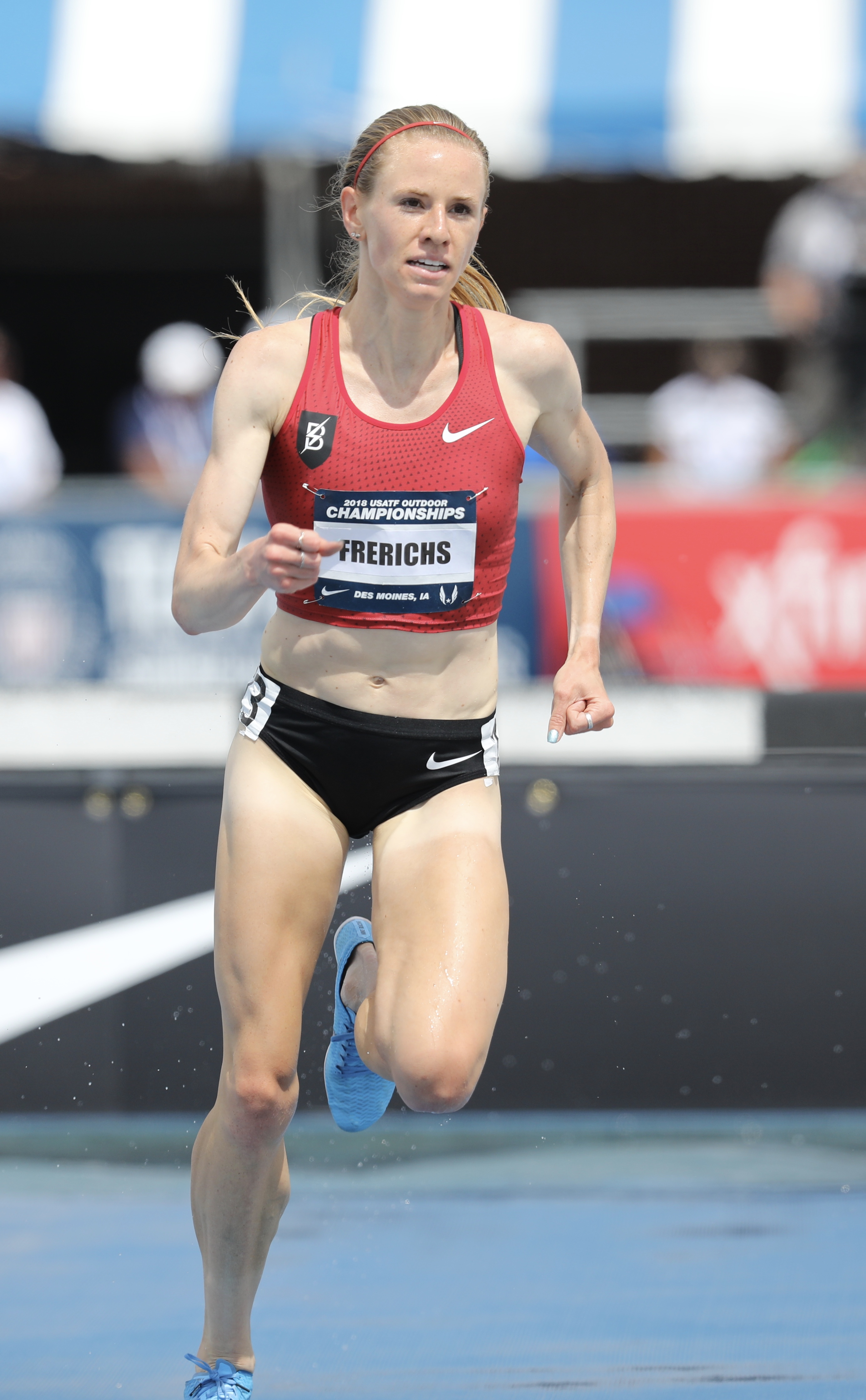
Die aktuelle Olympiazweite und Vizeweltmeisterin von 2017 Courtney Frerichs belegte Rang sechs
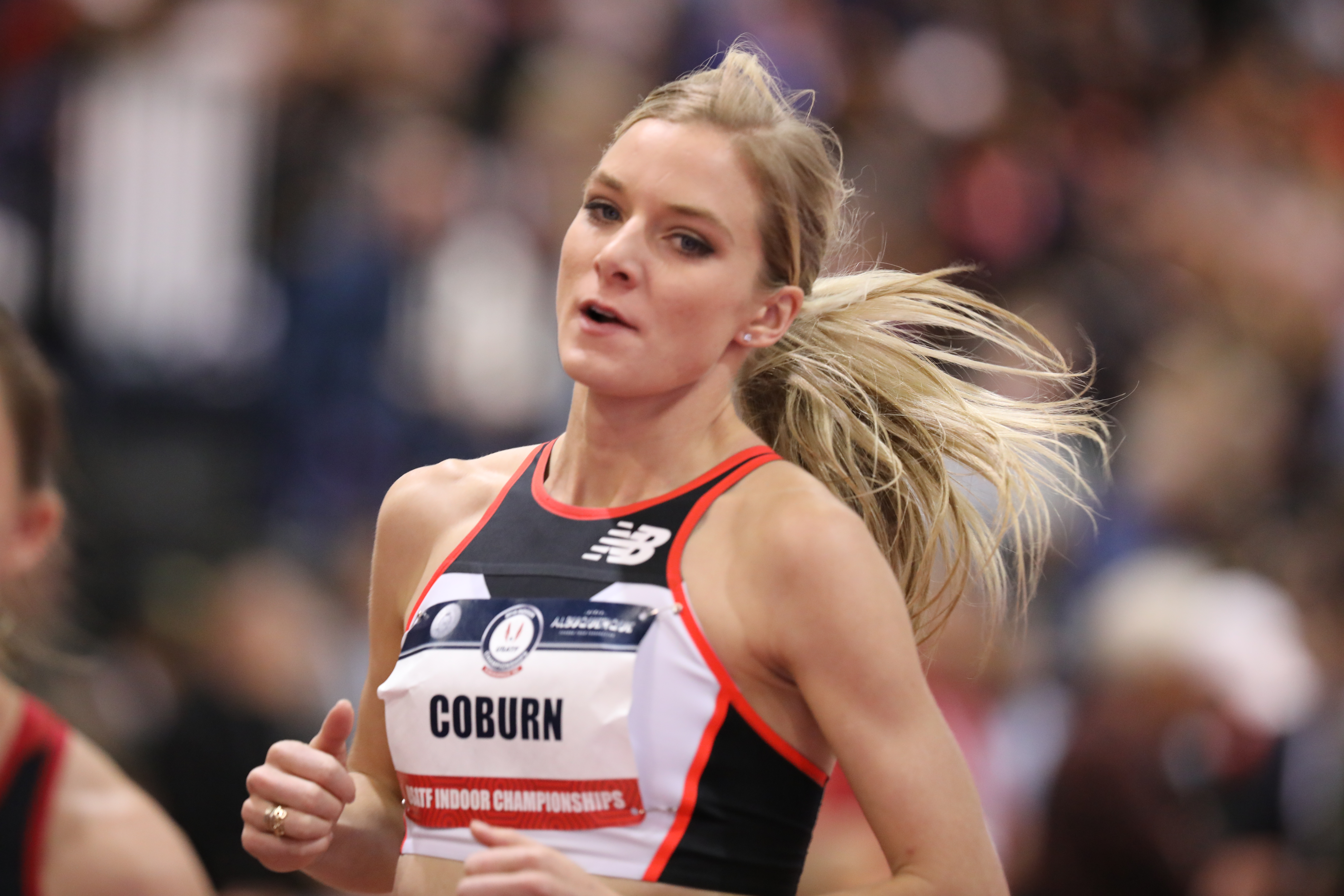
Emma Coburn – 2017 Weltmeisterin, 2019 Vizeweltmeisterin und 2016 Olympiadritte – wurde diesmal Achte

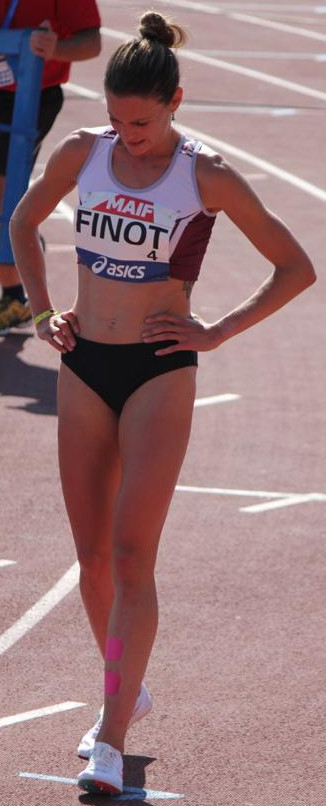
Alice Finot hatte im Vorlauf einen neuen französischen Landesrekord aufgestellt und erreichte im Finale Platz zehn
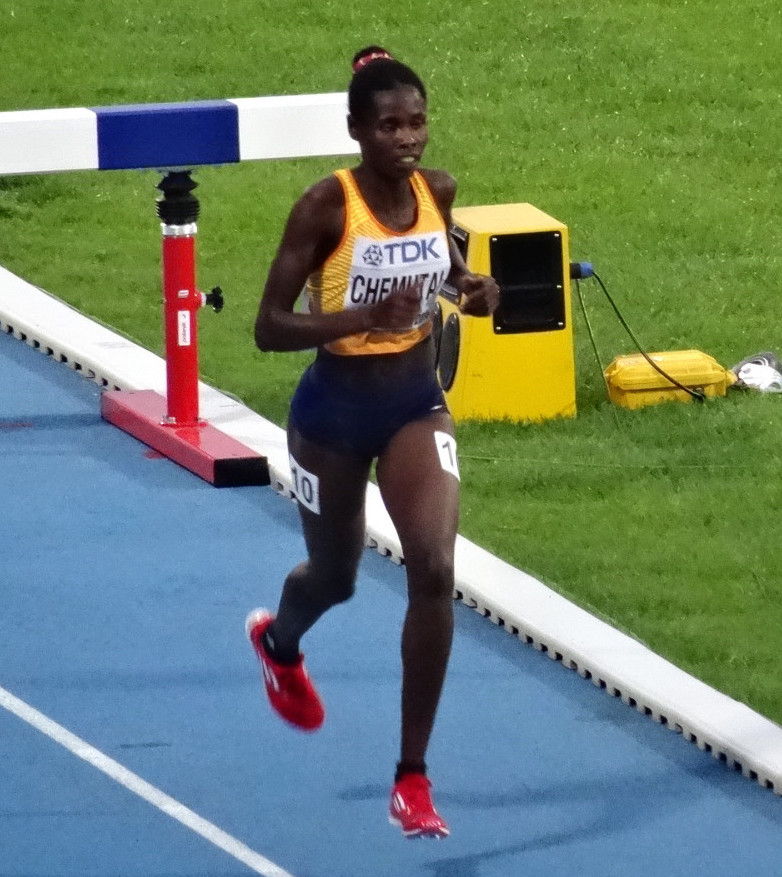
Die Olympiasiegerin des vergangenen Jahres Peruth Chemutai musste sich mit Rang elf begnügen
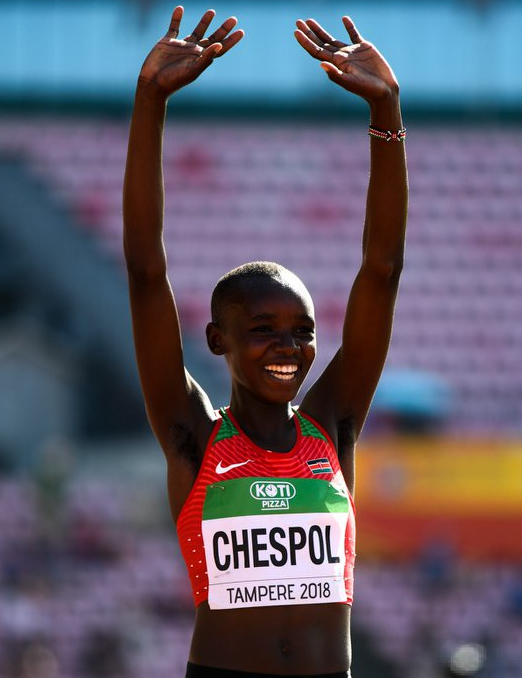
Platz dreizehn für Celliphine Chepteek Chespol
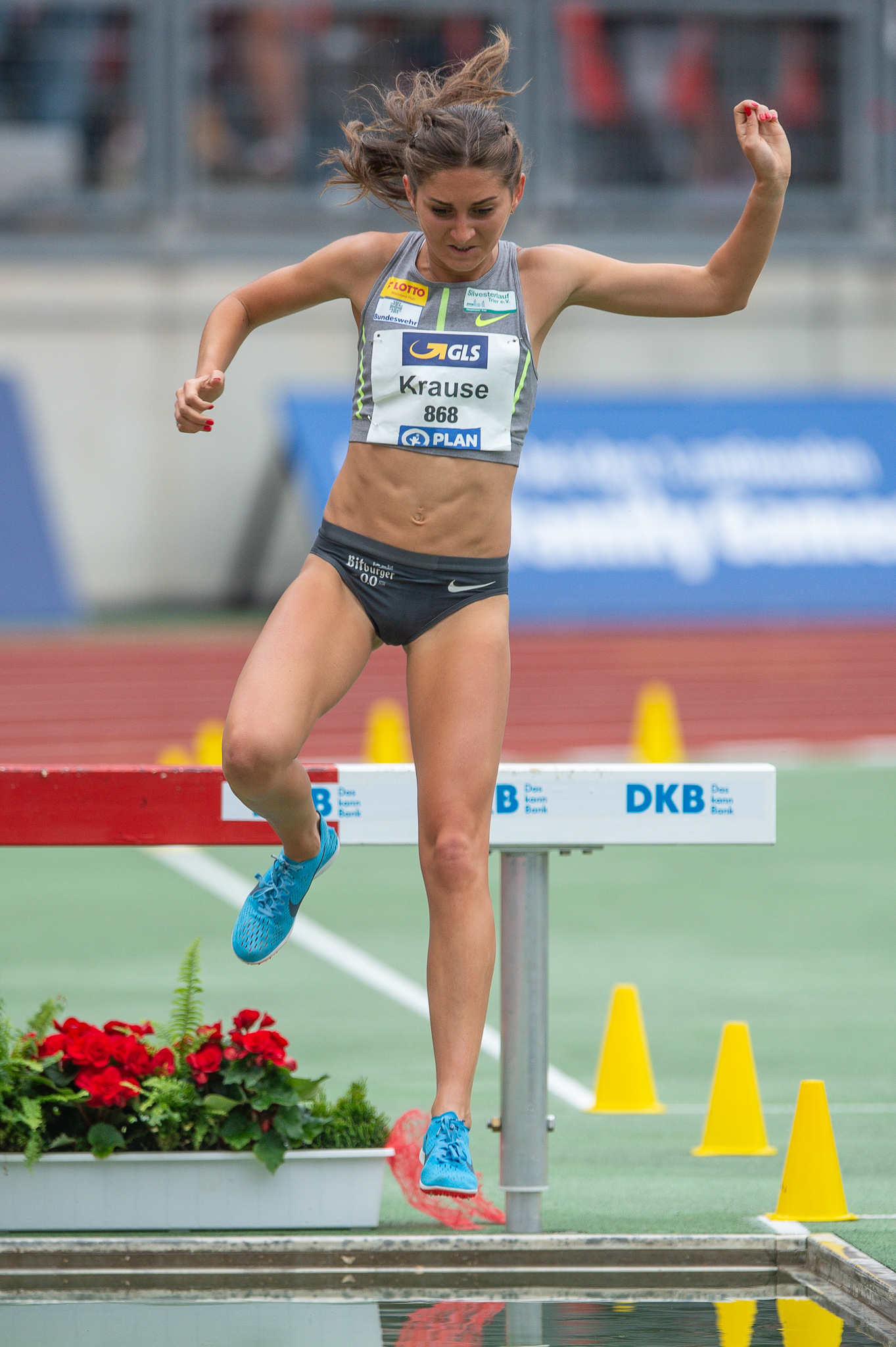
Die geschwächte Gesa Felicitas Krause – 2015 und 2019 jeweils WM-Dritte – kam als abgeschlagene Fünzehnte ins Ziel

## Video
- Women 3000m Steeplechase Finals World Athletics Championships KENYAN JERUTO WINS, youtube.com, abgerufen am 22. August 2022